# Награды Латвии

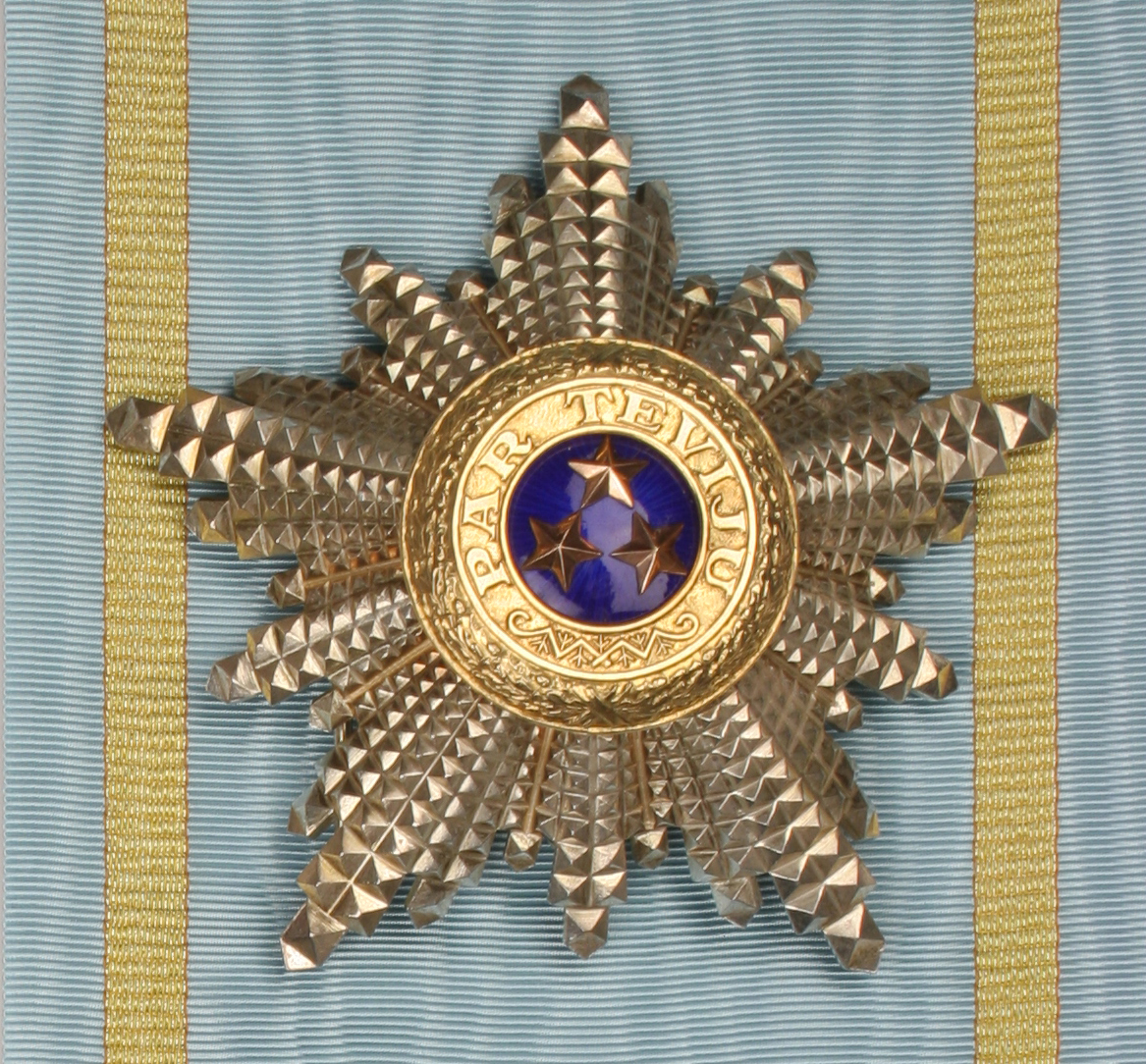
Орден Трёх звёзд — высшая награда Латвии

Награды Латвии — ордена, медали, почётные знаки отличия и другие награды, учрежденные в Латвийской Республике в различные периоды её существования. Вопросы, связанные с государственными наградами Латвии, курирует капитул орденов.

## Государственные награды

### Ордена
- Военный орден Лачплесиса — учреждён в 1919 году, прекратил существование в 1940 году.
- Орден Трёх звёзд — учреждён в 1924 году, восстановлен в 1994 году[2]. Высшая государственная награда.
- Орден Виестура — учреждён в 1938 году, восстановлен в 2004 году[3].
- Крест Признания[4] — учреждён в 1710 году, восстановлен в 1938 году, повторно восстановлен в 2004 году.

### Знаки отличия
- Почётный знак отличия ордена Трёх звёзд
- Почётный знак отличия ордена Виестура
- Почётный знак отличия креста Признания

### Медали
- Памятная медаль в честь 10-летнего юбилея освободительных боёв в Латвийской Республике

### Другие награды
- Награда Отечества (латыш. Tēvzemes balva)
- Знак отличия «За плодотворный труд»
- Памятный знак Освободительной войны Латвии (1918—1920)
- Памятный знак Участника баррикад 1991 года

## Ведомственные награды
Государственное статистическое управление:
- Знак отличия Государственного статистического управления
- Знак отличия IV переписи населения

Организация айзсаргов:
- Крест Заслуг — учрежден в 1927 году; вручалась наиболее отличившимся айзсаргам, военным, гражданским, государственным и общественным деятелям Латвии, а также иностранным гражданам.
- Медаль «За усердие»

Организация «Латвийские ястребы»:
- Знак Заслуг — награда организации Ястребы Даугавы

Общество обороны Латвии:
- Знак отличия Общества обороны Латвии

Латвийский Красный Крест:
- Почётный крест Латвийского Красного Креста
- Знак отличия Латвийского Красного Креста
- Знак признательности Латвийского Красного Креста
- Почётный жетон Латвийского Красного Креста

Общество борьбы с туберкулёзом:
- Знак отличия Общества борьбы с туберкулёзом

Латвийский женский вспомогательный корпус:
- Почётный знак Латвийского женского вспомогательного корпуса

Союз пожарных Латвии:
- Знак «За усердие»
- Знак отличия «За спасение людей от огня и других опасностей»
- Знак отличия «За выдающиеся заслуги в противопожарном деле»
- Знак Союза пожарных государств Балтии

Латвийское общество спасания на водах:
- Медаль Латвийского общества спасания на водах

Организация скаутов:
- Орден Серого волка
- Орден Белой лилии
- Знак благодарности «Солнышко»
- Знак благодарности «Свастика»
- Медаль «За спасение жизни»
- Медаль «За храбрость»

Организация гайд:
- Почётный знак «Янтарная сакта»

## Порядок старшинства государственных наград Латвийской Республики
- Орден Трёх звёзд
- Орден Виестура
- Крест Признания
- Почётный знак отличия ордена Трёх звёзд
- Почётный знак отличия ордена Виестура
- Почётный знак отличия креста Признания
- Памятный знак участника баррикад 1991 года
- Другие награды